# Kalix folkhögskola

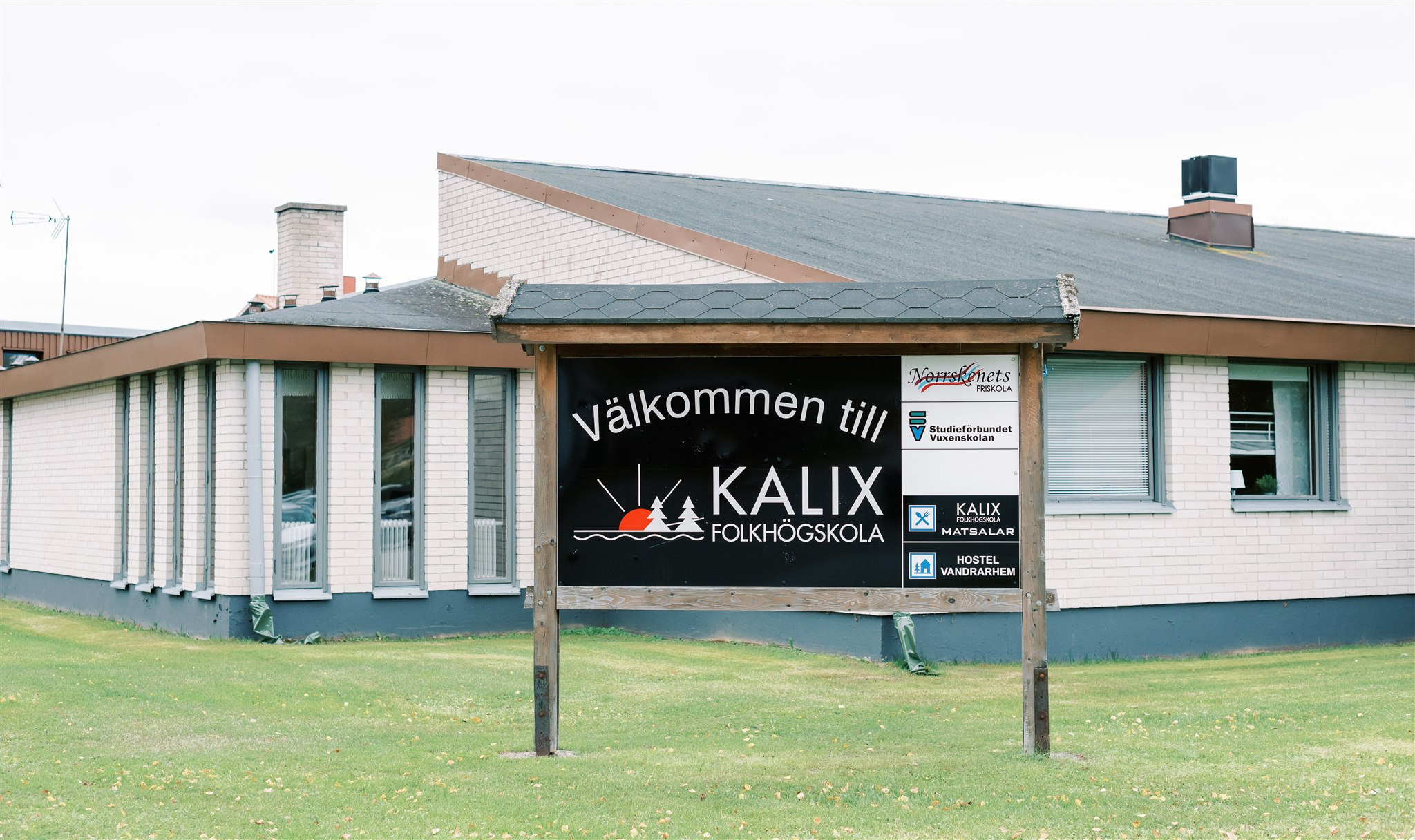
Kalix Folkhögskola

Kalix folkhögskola är en folkhögskola i Kalix, Norrbottens län med omkring 200 platser. 
Skolan erbjöd 2024 följande kurser:
- Allmän kurs
- Artist- och musiker
- Film- och serieproduktion (grundutbildning)
- Hantverkskurs
- Journalistutbildning
- Kreativt skrivande
- Resan mot bilderboken (illustratörsutbildning)
- Socialpedagogutbildning
- Svenska för invandrare (SFI)
- Studiemotiverande folkhögskolekurs (SMF)
- Virtuell assistent

Skolan grundades av Svenska Missionskyrkan 1939 och huvudmannaskapet övertogs av Studieförbundet Vuxenskolan den 23 januari 2004. Skolan drivs av en styrelse. På området finns en aula, en lunchrestaurang samt ett vandrarhem.

## Personer som studerat på Kalix folkhögskola i urval
- Liza Marklund
- Olle Palmlöf
- Karin Magnusson
- Bobbo Krull
- Hanna Hellquist
- Artur Ringart
- Mårten Andersson
- Jörgen Lötgård
- K.-G. Bergström
- Erik Haag
- Grete Havnesköld
- Lennart Jähkel
- Farzad Farzaneh
- Beata Gårdeler
- Jonas Selberg Augustsén
- Linus Eklund
- Lars Mullback
- Lena Sundqvist
- Kerstin Wixe